# Houstonia longifolia
Houstonia longifolia är en måreväxtart som beskrevs av Joseph Gaertner. Houstonia longifolia ingår i släktet Houstonia och familjen måreväxter.

## Underarter
Arten delas in i följande underarter:
- H. l. longifolia
- H. l. tenuifolia